# Отворено првенство Мађарске у тенису
Отворено првенство Мађарске је тениски турнир за мушкарце из АТП 250 серије. Одржава се у Будимпешти на шљакастим теренима, сваке године у априлу, од 2017. када је било премијерно издање. Ово је први АТП турнир на територији Мађарске и организован је од стране Мађарске тениске асоцијације. Настао је након гашења турнира у Букурешту.

## Протекла финала

### Појединачно
| Година | Победник       | Финалиста        | Резултат      |
| ------ | -------------- | ---------------- | ------------- |
| 2017.  | Лука Пуј       | Аљаж Бедене      | 6:3, 6:1      |
| 2018.  | Марко Чекинато | Џон Милман       | 7:5, 6:4      |
| 2019.  | Матео Беретини | Филип Крајиновић | 4:6, 6:3, 6:1 |

### Парови
| Година | Победници                   | Финалисти                         | Резултат               |
| ------ | --------------------------- | --------------------------------- | ---------------------- |
| 2017.  | Брајан Бејкер Никола Мектић | Хуан Себастијан Кабал Роберт Фара | 7:6(7:2), 6:4          |
| 2018.  | Доминик Ингло Франко Шкугор | Матве Миделкоп Андрес Молтени     | 6:7(8:10), 6:1, [10:8] |
| 2019.  | Кен Скупски Нил Скупски     | Маркус Данијел Весли Колхоф       | 6:3, 6:4               |